# Андреа Чезалпино
Андрѐа Чезалпѝно (на италиански: Andrea Cesalpino) е италиански анатом, ботаник и медик.

## Биография
Роден е на 6 юни 1519 година в Арецо, Италия. Учи, а впоследствие и преподава в Университета в Пиза. Негови са първите значими открития относно кръвообращението: за негово постижение се смята установяването на сърцето (не на черния дроб, както се е вярвало дотогава) като център на движението на кръвта по артериите и вените.
От 1592 г. е поканен да работи в Рим от папа Климент VIII, като става негов личен лекар.

## Трудове
Най-важните му трудове са:
- Quaestionum medicarum (1593);
- De metallicis (1596);
- De plantis (1603).